# ギングチバチ科
ギングチバチ科（ギングチバチか、Crabronidae）はハチ目ハチ亜目ミツバチ上科アナバチ類（かつてのアナバチ科）に含まれる科の一つ。
体長3mmの小型種から50mmの大型種までの世界で約9100種が含まれ、8つの亜科に分けられる多様な分類群。大多数は単独性カリバチで、一部に亜社会性や真社会性の種が知られる。 ただし近年の分子系統解析からハナバチ類もこの科に起源を持つことが明らかとなり、ギングチバチ科は側系統群とされる。

## 生態
ギングチバチ科は典型的な狩りバチで、メスは幼虫のために巣を作り、幼虫の餌として他の昆虫やクモを麻酔して運び込み産卵する。 地面や朽木、あるいは草の茎に巣穴を掘ったり、既存の坑を利用したり、泥で円筒形の壷を作ったりして巣とする。中南米に分布するMicrostigmus属のハチは腹部から分泌した絹で植物の繊維を綴り合せて、巾着袋のような小さな巣をヤシの葉の下など物陰に吊り下げて作り、複数のメス成虫が共同で営巣する。
幼虫の餌となる対象も種により様々である。 
ハナダカバチ亜科(Benbicinae)ハナダカバチ族の多くはハエを狩るが、他にカメムシやウンカ、ヨコバイ、アワフキムシなど半翅目、鱗翅目を狩るものもいる。オーストラリアには通常ハエを狩る種が時にイトトンボを狩る場合もあることが知られている。北米から中米に生息するSphecius属（英名Cicada Killer）のメスは体長が最大5cmにもなる大型のハチで、セミを狩る。最も変わったものとしては、北米に生息するMicrobembex属は、生きた獲物でなく、節足動物の死体を餌とする。なおNyssonini族は労働寄生する。
ギングチバチ亜科(Crabroninae)ギングチバチ族では、幼虫の餌としてササキリ、ハエ、ユスリカ、ガの成虫、コバチなどが知られている。スリランカに生息する体長5mmのKrombeinictus nordenae は、餌として花粉を随時給餌することが知られ、これはアナバチ類の幼虫の餌としては唯一の植物質の例である。 ケラトリバチ族は、コオロギ、バッタ、ゴキブリ、カマキリ、ケラ、クモを狩る。 ジガバチモドキ族は、竹筒などにクモを多数貯える。なお、この仲間ではメスが狩りに出かけている間、オスが巣を守ることが知られる。 
ハエトリバチ亜科(Mellininae)もハエを狩る。 
アリマキバチ亜科(Pemphredoninae)は小型ないし極めて小型のハチで、多くの種がアリマキ（アブラムシ）を狩る。体長3mmしかないMicrostigmus属のハチはトビムシやアザミウマの幼虫を狩る。 
ツチスガリ亜科(Philantinae)は、 甲虫(小型のゾウムシ、タマムシ、ハムシ)の成虫やハナバチや羽アリを狩る。